# Малые Липки (Владимирская область)
Малые Липки — деревня в Вязниковском районе Владимирской области России, входит в состав муниципального образования «Город Вязники».

## География

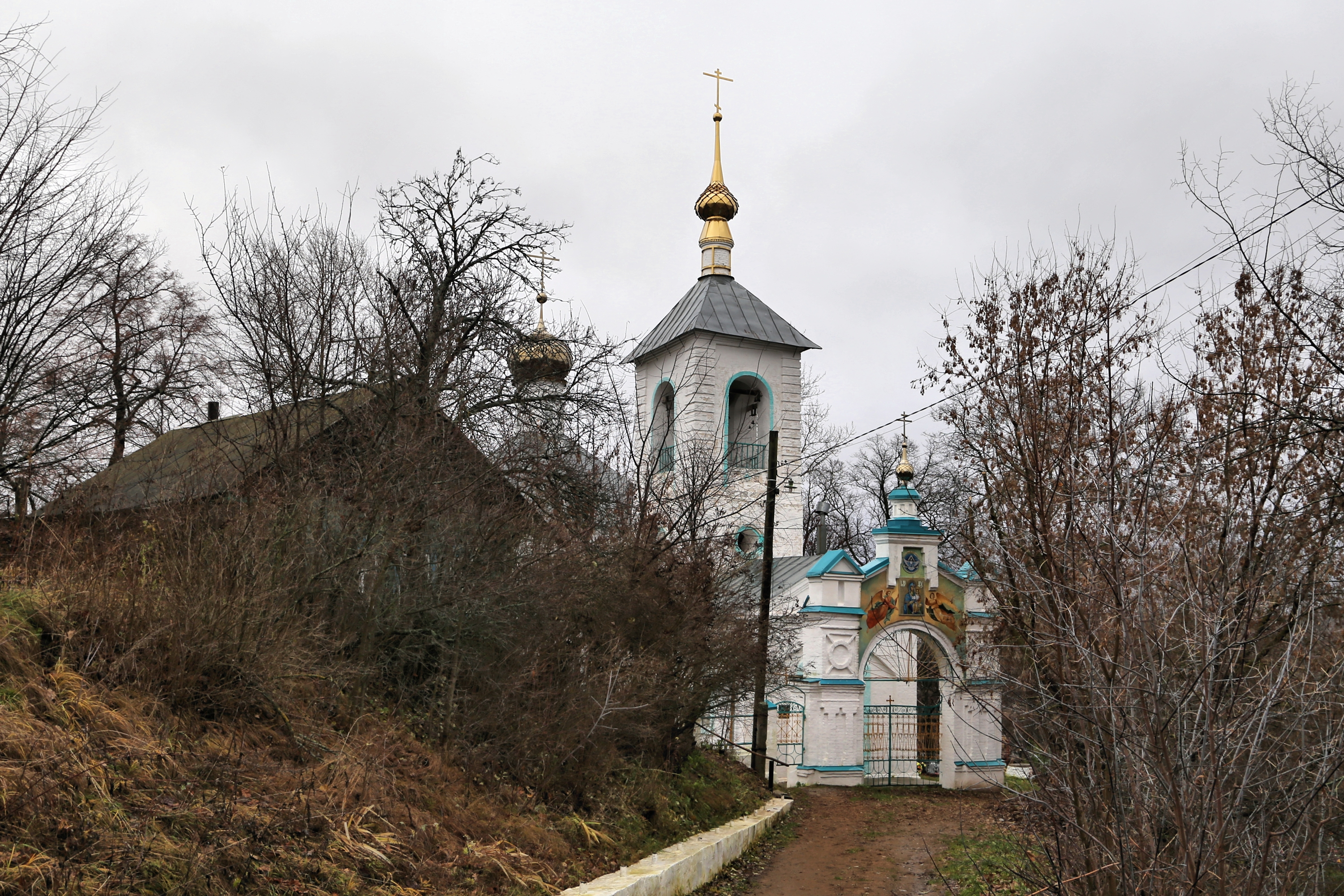
храм в Малых Липках

Деревня расположена в 5 км на северо-запад от райцентра города Вязники.

## История
По писцовым книгам Ярополченской волости 1637-47 годов сельцо Липки значится в вотчине за женой и детьми князя Шаховского и за И. Засецким. Церковь в Липках появилась в 1677 году, как видно из патриарших окладных книг, в которых под этим годом отмечено: «прибыла вновь церковь Пресвятой Богородицы Одигитрии в вотчине стольника Ив. Ив. Засецкого, что была деревня Липки».
В 1727 году на средства помещицы Авдотьи Семеновны Стрешневой глава и кровля на церкви были установлены новые. Вместо этой деревянной церкви в 1804-12 годах в Липках был построен каменный храм. Престолов в храме два: главный – в честь Смоленской иконы Божией Матери, в трапезе теплой – во имя святого Николая Чудотворца.
В XIX и первой четверти XX века село входило в состав Станковской волости Вязниковского уезда.
В годы Советской власти до 1998 года село входило в состав Чудиновского сельсовета.

## Население
| 1859 | 1905 | 1926 | 2002 | 2010 | 2021 |
| ---- | ---- | ---- | ---- | ---- | ---- |
| 240  | ↘155 | ↗236 | ↘164 | ↘144 | ↘119 |

## Достопримечательности
В деревне располагается Церковь Смоленской иконы Божией матери (1804).